# Кліщі вимірювальні

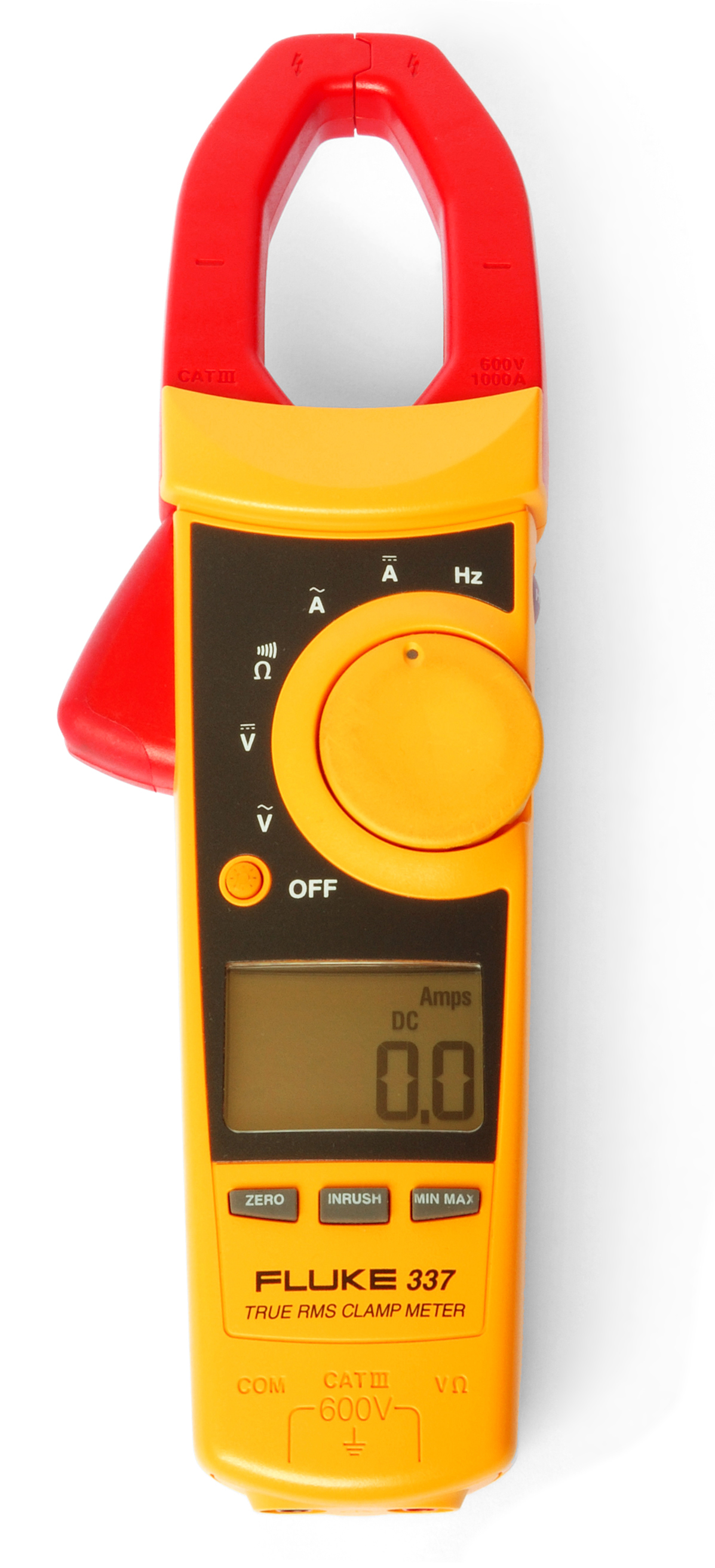
Сучасні струмовимірювальні кліщі

Кліщі́ вимі́рювальні — індукційний прилад для вимірювання значень змінного струму. У прилад входять вимірювальний трансформатор, за допомогою якого у магнітному контурі наводиться електрорушійна сила (ЕРС) взаємоіндукції, пропорційна силі струму, що протікає в електричному колі. К. в. використовуються в цехах, лабораторіях, на виробництві та в електрогосподарстві.

## Принцип роботи
При тестуванні кліщі змикаються довкола провідника струму для проведення безконтактного вимірювання без розриву кола. Вихідні значення у вигляді напруги чи струму прямо пропорційні струму, що вимірюється. Це дає змогу проводити вимірювання і виводити значення на дисплей приладів з невеликим діапазоном вхідних значень напруги і струму.
При вимірюванні провідник струму не розривається і залишається електрично ізольованим від входів вимірювального приладу. В результаті чого низьковольтні входи можуть бути переведені у третій стан (з високим імпедансом) чи заземлені. Для вимірювання за допомогою струмового подавача немає необхідності переривати подачу живлення, що робить пристрій простим при ремонтних роботах.

## Основні можливості
- Вимірювання активної, реактивної і повної потужності в одно- і трифазних колах;
- Вимірювання фазового кута;
- Індикація чергування фаз;
- Вимірювання частоти;
- Вимірювання істинного середньоквадратичного значення (TRUE RMS) струму й напруги.